# Ynglingatal

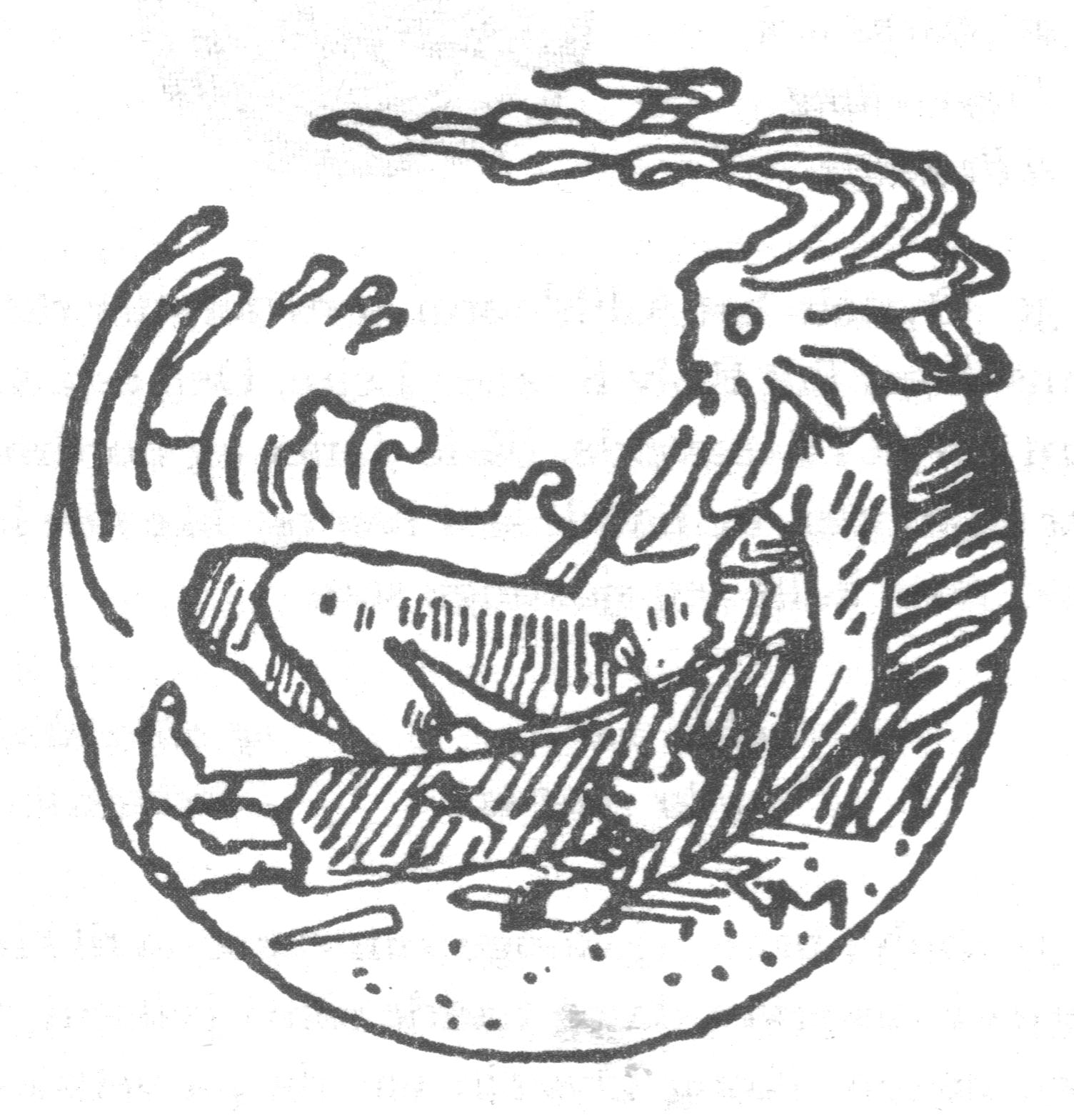
Morte di re Ingvarr
Illustrazione di Gerhard Munthe, 1899.

L'Ynglingatal è un poema scaldico dell'alto medioevo scandinavo che elenca i re del casato degli Ynglingar datato dalla maggior parte degli studiosi al tardo IX secolo.
La versione originale è attribuita a Þjóðólfr da Hvinir, scaldo di un re norvegese chiamato Ragnvald l'Altissimo che era cugino di Harald Bellachioma. La ragione di questa attribuzione è che i re norvegesi si dicevano discendenti degli dei norreni attraverso il casato reale svedese, una discendenza che dava gloria ai re norvegesi.
L'Ynglingatal ci è giunto in tre versioni, fra le quali la più conosciuta è la Saga degli Ynglingar contenuta nella raccolta di saghe di Snorri Sturluson chiamata Heimskringla. La seconda versione, contenuta nel testo chiamato Historia Norvegiæ, è una traduzione in latino e contiene essenzialmente le stesse informazioni. La terza versione è la più concisa ed è conservata solo come una lista di nomi del Libro degli Islandesi, o Íslendingabók, dell'inizio del XII secolo.

## Controversie
La storicità dell'Ynglingatal è stata oggetto di dibattito tra gli studiosi fin dal XIX secolo. Tuttavia, nei primi anni novanta la stessa datazione del poema è stata messa in discussione.

### L'ipotesi di un'origine tarda
L'autenticità di questo poema è stata messa in dubbio da Krag (1991), che credeva che fosse un'opera propagandistica del XII secolo fabbricata per legittimare l'ascesa al trono dei re di Norvegia.
Krag sostenne che esso era basato sulla dottrina dei quattro elementi di Empedocle, essendo le prime quattro morti dei re (le morti di Fjölnir, Sveigðir, Vanlandi e Vísburr) sono associate a questi elementi. Secondo Krag questo suggerisce che l'Ynglingatal non è del IX secolo, ma è un'opera molto più tarda; egli sostenne anche che la prima parte contiene un approccio evemeristico.
La tesi di Krag ha avuto un certo successo tra gli studiosi scandinavi negli anni Novanta ed è diventato il punto di vista espresso nel Nationalencyclopedin quando esso fu scritto in quegli anni. Tuttavia da allora molti critici e altri studi hanno mostrato seri problemi e lacune nella tesi di Krag.

### Prove contro l'ipotesi di un'origine tarda
Molti si sono chiesti: se l'opera era veramente un'opera di propaganda del XII secolo, perché non termina con un re famoso del calibro di Harald Bellachioma? Invece termina con il molto meno famoso re Ragnvald l'Altissimo. La replica di Krag secondo cui ci fosse stato un vecchio testo su Ragnvald inserito nell'opera è stata considerata forzata e contraddice la sua tesi.
Hägerdal (1994) dubita che le idee cristiane fossero sconosciute in Scandinavia prima dell'XI secolo ed ha fatto notare che il Borre e lo Skiringssal, nominati nella parte dei re di Vestfold, erano secondo gli archeologi località importanti durante l'epoca vichinga ma non oltre. Quando i tumuli a Gamla Uppsala e quello di Ohthere furono scavati, essi diedero conferma della datazione data originariamente all'Ynglingatal.
Sapp (2002) ha studiato il linguaggio dell'Ynglingatal e di altri poemi scaldici; egli ha trovato che la particella esplicativa di smise di essere utilizzata quasi del tutto nell'XI secolo. La conclusione di Sapp è stata che il poema utilizza il linguaggio del IX o al massimo del X secolo; Sapp esclude anche che si tratti di un'imitazione di un linguaggio precedente, perché i tratti linguistici non lasciano spazio ad ambiguità. Inoltre, lo studio di altre caratteristiche linguistiche dà lo stesso risultato: IX secolo.
Sundquist (2004), che ha compiuto il più profondo ed esteso studio dell'opera, sostiene che le argomentazioni di Krag sono rigide ed errate. Al contrario Sundquist nota che ci sono ovvi elementi svedesi nell'Ynglingatal: questi includono kenning, nomi di luogo e di persona. Alcune tradizioni risalgono all'età di Vendel e forse anche prima, come il ruolo del re di protettore dei santuari, una cultura fondata sull'aristocrazia, le origini divine dei re, i presagi e molte altre peculiarità. Inoltre molte delle obiezioni di Krag non sono basate sulla stessa Ynglingatal, ma sulla versione di Snorri nella Saga degli Ynglingar, e dunque Krag ha criticato la versione sbagliata. La conclusione di Sundquist è che Þjóðólfr da Hvinir abbia basato la sua opera su una tradizione svedese diffusa in quel secolo.

## I re
Ecco la lista dei re norvegesi nominati nell'Ynglingatal:
- Fjölnir
- Sveigðir
- Vanlandi
- Vísburr
- Dómaldr
- Dómarr
- Dyggvi
- Dagr Spaka
- Agni
- Eiríkr e Alrekr
- Yngvi e Álfr
- Jörundr
- Aun
- Egil
- Óttarr
- Aðils
- Eysteinn
- Yngvarr
- Braut-Önundr
- Ingjaldr hinn illráði
- Óláfr Trételgja
- Hálfdan hvítbeinn
- Eysteinn Hálfdansson
- Hálfdan hinn mildi
- Guðröðr veiðikonung
- Óláfr
- Rögnvaldr heiðum hæra